# Henryk Arctowski

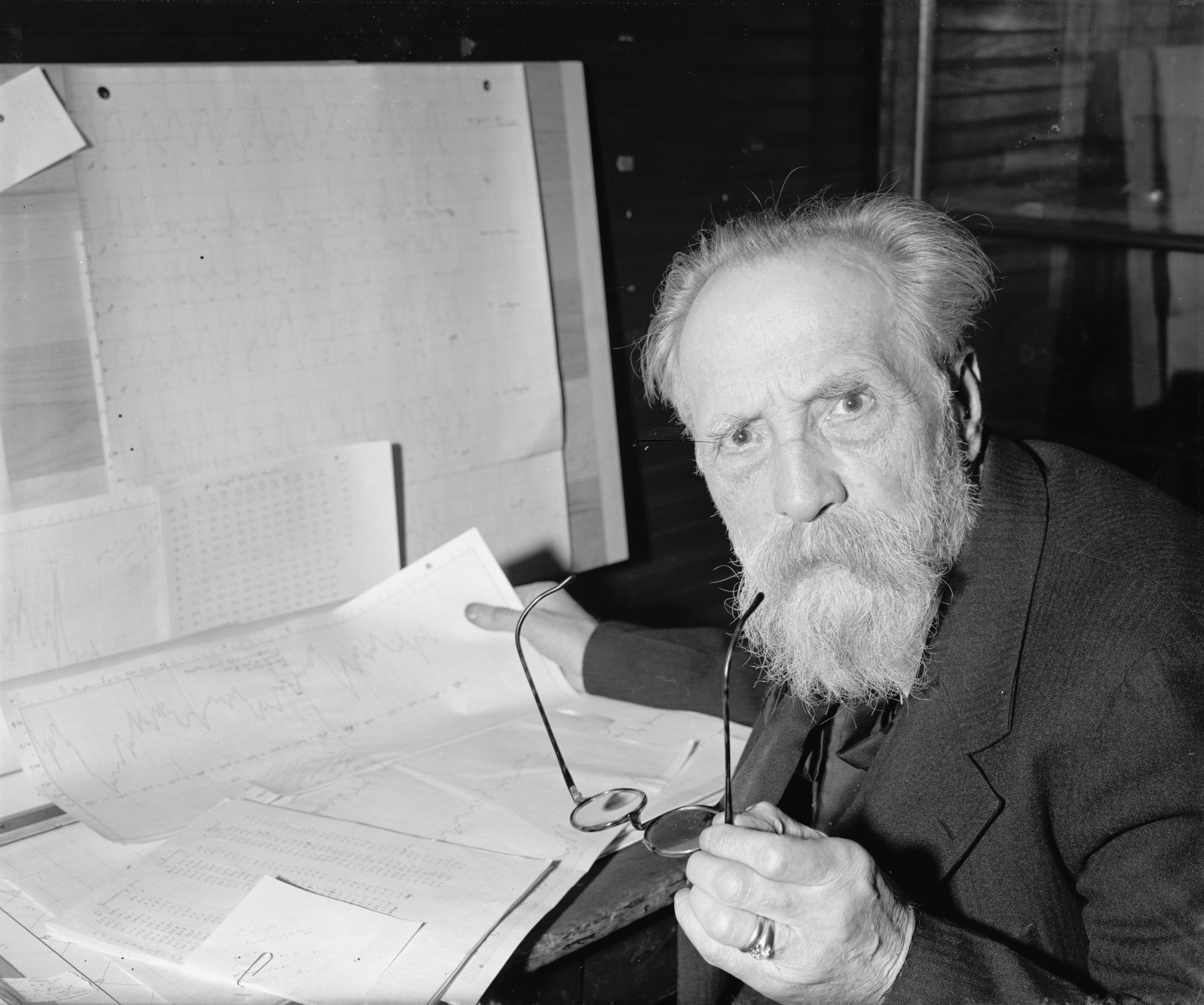
Henryk Arctowski (März 1940)

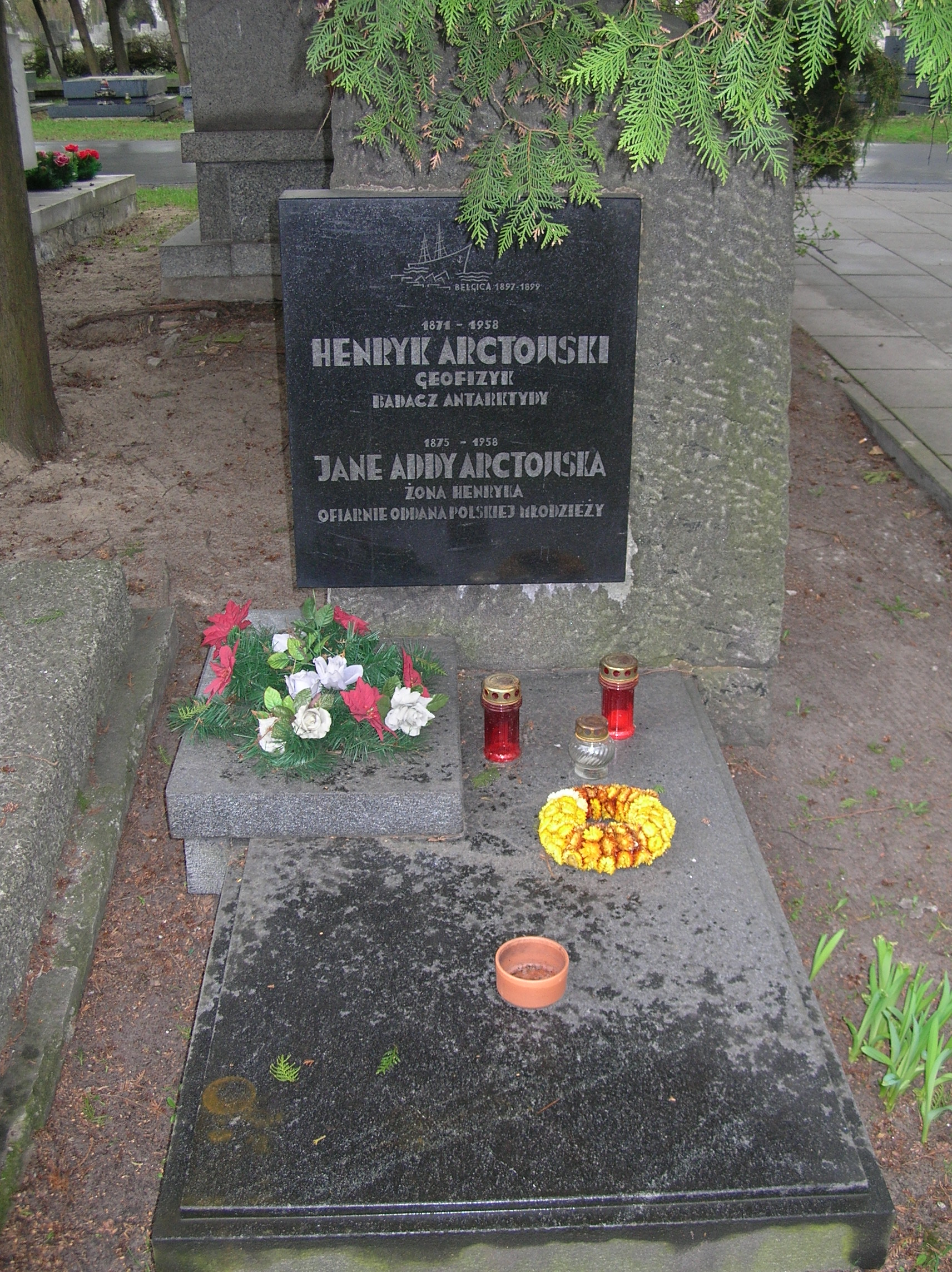
Grab Henryk Arctowskis in Warschau

Henryk Arctowski [ˈxɛnrɨk artsˈtɔfskʲi], geboren als Henryk Artzt, (* 15. Juli 1871 in Warschau; † 21. Februar 1958 in Washington, D.C.) war ein polnischer Geophysiker, Meteorologe, Ozeanograf und Polarforscher.

## Leben
Arctowski wurde 1871 als Henryk Artzt in Warschau geboren. Seine deutschen Vorfahren waren im 17. Jahrhundert aus Württemberg zugezogen. Er studierte Mathematik und Physik an der Universität Lüttich und später Geologie und Chemie an der Sorbonne in Paris. Ab 1893 arbeitete er bei Walther Spring (1848–1911) am Chemischen Institut der Universität Lüttich. In dieser Zeit polonisierte er einen Namen in Arctowski.
1895 lernte er Adrien de Gerlache de Gomery kennen, der ihn als wissenschaftlichen Leiter für die Belgica-Expedition (1897–1899) in die Antarktis rekrutierte. Arctowski bereitete sich auf seine Aufgabe vor, indem er seine Kenntnisse in der Glaziologie, Ozeanografie und Meteorologie vertiefte. Er unternahm dazu Studienreisen nach Zürich, wo er Albert Heim konsultierte und mehrere Exkursionen zu Gletschern in den Schweizer Alpen, unternahm und nach England, wo er den Ozeanografen John Murray besuchte. Außerdem verbrachte er einige Zeit  im königlichen belgischen Observatorium (Observatoire royal de Belgique) in Ukkel. Arctowski beteiligte sich auch an der Finanzierung der Expedition, indem er Vorträge hielt, um Spendengelder einzuwerben. Auf seinen Vorschlag hin wurden der rumänische Biologe Emil Racoviță und schließlich der polnische Student der Naturwissenschaften Antoni Dobrowolski in die Expeditionsmannschaft aufgenommen.
Die Belgica verließ Antwerpen am 16. August 1897 und kehrte am 5. November 1899 zurück. Vom 3. März 1898 bis zum 14. März 1899 war das Schiff vom Packeis vor der Küste Antarktikas eingeschlossen. In dieser Zeit führte Arctowski Untersuchungen zur Entstehung von Meereis sowie von Eisbergen durch und erhob meteorologische Daten über ein volles Jahr. Als Ozeanograf fertigte er anhand von Lotmessungen eine bathymetrische Karte des durchfahrenen Gebietes an. Nach der Expedition bereitete Arctowski seine Daten am Observatorium in Ukkel auf, wo er bis zum Jahr 1909 blieb.
Neben seiner Forschungsarbeit hielt Arctowski auch eine Reihe von Vorträgen im Ausland. Bei einer dieser Reisen lernte er in London die amerikanische Sängerin Arian Jane Addy kennen, die er 1909 heiratete. Im Sommer 1910 nahm er als wissenschaftlicher Leiter an einer Expedition auf dem Schiff Île-de-France nach Spitzbergen und den Lofoten teil. Nach seiner Rückkehr organisierte er an der Stadtbibliothek von New York die wissenschaftliche Abteilung, die er von 1911 bis 1919 leitete.
Während des Ersten Weltkriegs engagierte er sich für die Unabhängigkeit Polens. Er diente der US-amerikanischen Delegation zur Pariser Friedenskonferenz als Experte und erstellte einen fast 2.500 Seiten starken Bericht Report on Poland mit zahlreichen Karten, Grafiken und Tabellen. In Versailles arbeitete er eng mit der polnischen Delegation zusammen.
1920 kehrte Arctowski nach Polen zurück, wo ihm der Premierminister Ignacy Jan Paderewski den Posten des Bildungsministers anbot. Arctowski lehnte ab und wurde stattdessen Professor und Direktor des Instituts für Geophysik und Meteorologie der Universität Lemberg. Er setzte sich nachdrücklich für eine polnische Polarforschung ein und unterstützte sowohl die Beteiligung Polens am Zweiten Internationalen Polarjahr 1932–1933 als auch die polnische Westgrönlandexpedition von 1937, die von seinem Schüler Aleksander Kosiba (1901–1981) geleitet wurde. Arctowski forderte auch die Einrichtung einer polnischen Forschungsstation in Westantarktika.
Beim Ausbruch des Zweiten Weltkriegs hielt sich Arctowski in Washington auf. Da eine Rückkehr nach Polen nicht in Frage kam, übernahm er eine Stelle bei der Smithsonian Institution. Hier widmete er sich der Erforschung der Sonne und griff dabei auf Daten zurück, die er zwischen 1926 und 1930 erhoben hatte. Zudem wurde er zum Präsidenten der Internationalen Kommission für Klimaveränderung gewählt. Ab 1950 gab er seine Position bei der Smithsonian Institution aufgrund einer fortschreitenden Krankheit auf, blieb jedoch privat forschend aktiv.
Nach Arctowski sind eine polnische Forschungsstation in der Antarktis (Arctowski-Station), deren Leuchtturm und eine Reihe geographischer Objekte wie die Arctowski-Halbinsel, der Arctowski-Nunatak, der Henryk-Gletscher, der Arctowski Dome, die Arctowski Mountains, der Arctowski Peak, die Henryk Cove und der Henryk Peak in der Antarktis sowie der Berg Arctowskifjellet und der Gletscher Arctowskibreen auf Spitzbergen benannt.